# Dominguez-Escalante National Conservation Area
La Dominguez-Escalante National Conservation Area est une aire protégée américaine située dans les comtés de Delta, Mesa et Montrose, au Colorado. Elle a été fondée en 2009.